# Josef Fehler
Josef Fehler (* 17. Dezember 1893 in Schloin, Landkreis Glogau; † 3. Mai 1945 bei Neustadt in Holstein) war ein deutscher römisch-katholischer Widerstandskämpfer gegen den Nationalsozialismus und Märtyrer.

## Leben
Josef Fehler wuchs bei und in Glogau in Niederschlesien auf. Nach der Lehre in einem Eisenwarenfachgeschäft wechselte er 1911 nach Bocholt im Westmünsterland. Im Ersten Weltkrieg leistete er Kriegsdienst und erwarb Tapferkeitsorden. 1921 eröffnete er in Bocholt ein Fachgeschäft und heiratete. Aus der Ehe gingen acht Kinder hervor.
Fehler war engagiertes Mitglied des Katholischen Kaufmännischen Vereins und der Kolpingfamilie. Zum 1. Mai 1933 trat er der NSDAP bei (Mitgliedsnummer 2.471.754) und schloss sich auch der SA-Reserve an. Im Juli 1935 trat er wieder aus, nachdem er persönlich einen Rechtsbruch der SA erfahren hatte, und begann eine zähe Opposition gegen das Regime, das mit Schikanen antwortete. Er verlor sein Geschäft, wurde aus dem Schützenverein ausgeschlossen, erklärte offen, warum er seinen Kindern verbiete, der Hitlerjugend oder dem Bund Deutscher Mädel beizutreten, beschwerte sich bei einer Lehrerin über die Verwendung des Stürmer im Unterricht, kritisierte die regimefreundliche Haltung einiger Pfarrer, protestierte gegen die Entfernung der Kreuze aus den Schulen, verteidigte Bischof Clemens August Graf von Galen unter Einsatz seiner Person gegen SA-Männer, verteilte Abschriften der Predigten des Bischofs gegen die Ermordung der Behinderten und stellte Vermögen und Wertgegenstände deportierter Juden für sie in seinem Haus unter.
Am 1. Februar 1945 wurde er von der Gestapo festgenommen, kam über das Gerichtsgefängnis Borken in das Polizeigefängnis Münster und von dort am 14. März 1945 in das KZ Neuengamme. Er kam am 3. Mai 1945 beim Untergang der Schiffe Cap Arcona und Thielbek in der Ostsee ums Leben.

## Gedenken
Die deutsche Römisch-katholische Kirche hat Josef Fehler als Märtyrer aus der Zeit des Nationalsozialismus in das deutsche Martyrologium des 20. Jahrhunderts aufgenommen. In Bocholt trägt die Josef-Fehler-Straße seinen Namen.